# Коктал (Талгарский район)
Коктал (каз. Көктал) — село в Талгарском районе Алматинской области Казахстана. Входит в состав Кайнарского сельского округа. Находится примерно от Алматы 25км.от города Талгара 22 км к северо-западу. Код КАТО — 196247580.

## Население
В 1999 году население села составляло 207 человек (103 мужчины и 104 женщины). По данным переписи 2009 года, в селе проживало 275 человек (96 мужчин и 179 женщин).